# While My Guitar Gently Weeps
"While My Guitar Gently Weeps" er en sang skrevet af George Harrison. Sangen blev oprindeligt indspillet af The Beatles den 5. september 1968 og udgivet på The White Album. Guitarsoloen på indspilningen med The Beatles er spillet af Eric Clapton, som var personlig ven af Harrison.
Sangen er af Rolling Stone Magazine medtaget på bladets liste over de 500 bedste sange som nr. 136 og som nr. 10 på listen over de bedste Beatles-sange.
Sangen blev udgivet som B-side til "Ob-la-di-ob-la-da".